# 卡帕多細亞戰役
卡帕多細亞戰役(前320年)為歐邁尼斯跟克拉特魯斯在卡帕多細亞邊界的地區發生的一場戰役。

## 背景
由於佩爾狄卡斯與妮卡亞解除婚約，讓安提帕特感到憤怒，因此引發了第一次繼業者戰爭，佩爾狄卡斯將他的心腹歐邁尼斯安置在小亞細亞，來對抗安提帕特等人，而自己則是發兵埃及，攻打托勒密，安提柯從卡里亞登陸，並讓卡里亞總督阿桑德跟呂底亞總督米南德叛變，克麗奧佩脫拉告知歐邁尼斯，歐邁尼斯不得已退回卡帕多細亞，蠢蠢欲動的涅俄普托勒摩斯也跟著叛變，不過歐邁尼斯很快地將他給擊敗，涅俄普托勒摩斯逃到克拉特魯斯跟安提帕特那裏去，並跟克拉特魯斯進言說：歐邁尼斯的部隊剛打贏一場戰役，手下的士兵們想必都很疲累，只要我們立刻攻打他們，絕對會讓歐邁尼斯軍措手不及。涅俄普托勒摩斯又堅定地說：敵人只要看到克拉特魯斯，都會不自覺地投降。聽了這些話後，克拉特魯斯讓安提帕特帶領一部分軍隊奇里乞亞向行軍，自己跟涅俄普托勒摩斯帶著軍隊向卡帕多細亞行軍，不到十天，就跟歐邁尼斯的軍隊相遇。

## 戰場在卡帕多細亞附近?
關於戰場的位置，古羅馬傳記作家奈波斯在《外族名將傳》提到戰役發生在赫勒斯滂，然而另一位狄奧多羅斯在《歷史叢書》中含糊說到戰場靠近卡帕多細亞。因為狄奧多羅斯的著作是現代了解繼業者戰爭史的主要來源，加上他的內容中包含有同時代歷史學家卡迪亞的希洛尼摩斯的原著章節，其中希洛尼摩斯不僅是歐邁尼斯的侄子，他伴隨歐邁尼斯在繼業者戰爭中的整個征途，很可能是這場戰爭的目擊者與參與者，因此學者們多採信狄奧多羅斯的記敘。學者Edward Anson認為奈波斯錯誤的把戰場設在赫勒斯滂，是疏忽了歐邁尼斯已經從原防區赫勒斯滂撤離的事實，並認為戰場應該在弗里吉亞東部靠近卡帕多細亞的地區，可能在吕考尼亚一帶。

## 過程
與克拉特魯斯是好友的歐邁尼斯，正確猜到克拉特魯斯的行軍路線，歐邁尼斯知道手下的士兵看到克拉特魯斯都會投降，於是他放出假消息，說敵軍是別人帶領的，而且敵軍是當地的傭兵組成，之後歐邁尼斯讓卡帕多細亞人組成的騎兵部隊一遇到敵人就上前殺敵，不要與敵軍有任何的對話，因此，開戰前，歐邁尼斯軍都不知道自己交戰的敵人是誰。
率領騎兵部隊的克拉特魯斯還堅信著敵軍絕對會投降，但經歷沙場多年的他，當看見對方的行軍步伐從容輕快，立即察覺事情有變化，趕緊讓士兵們全力作戰，但歐邁尼斯的將軍菲尼克司和法那巴佐斯率領騎兵部隊連忙對克拉特魯斯軍發起衝鋒，不讓克拉特魯斯有一絲露臉的機會，也不讓自己的馬其頓士兵們看清楚對方將領是誰，儘管克拉特魯斯奮力殺敵，但在對方衝鋒時，負傷落馬，也因為敵方不知道他是誰，所以沒有人發現他就是鼎鼎大名的克拉特魯斯，直到歐邁尼斯的手下戈吉亞斯（Gorgias）認出了克拉特魯斯，但克拉特魯斯已奄奄一息，無力回天。
另一方面，歐邁尼斯率領著右翼跟涅俄普托勒摩斯的軍隊展開激戰，雙方都在戰場上找到對方，歐邁尼斯跟涅俄普托勒摩斯都騎著馬互撞對方，雙方摔下馬來，兩人拔劍對決，因涅俄普托勒摩斯膝蓋受傷，被歐邁尼斯擊敗，當歐邁尼斯上前要結束他的性命時，涅俄普托勒摩斯奮力一搏，刺中了歐邁尼斯的胸甲，之後死亡，歐邁尼斯不顧自己的傷，率領軍隊前往支援自己的左翼。
當歐邁尼斯看見克拉特魯斯的屍體時，抱著屍體大哭，咒罵著涅俄普托勒摩斯的挑撥離間，事後歐邁尼斯將他的骨灰還給克拉特魯斯的遺孀菲拉。

## 結果
最終歐邁尼斯獲勝，這一戰讓歐邁尼斯聲名大噪，出乎所有人的意料之外，但沒能收編克拉特魯斯的軍隊，造成安提帕特實力大增，之後歐邁尼斯趕緊派人把消息傳給佩爾狄卡斯，只可惜佩爾狄卡斯已遭到殺害，不然佩爾狄卡斯在埃及的損失，都會被這個捷報給彌補過來。